# Zoopsis
Zoopsis, rod jetrenjarki iz porodice Lepidoziaceae, dio potporodice Zoopsidoideae. Većina vrsta raste po južnoj polutki u Australiji, Novom Zelandu i Južnoj Americi

## Vrste
1. Zoopsis argentea (Hook.f. & Taylor) Gottsche, Lindenb. & Nees
2. Zoopsis basilaris Colenso
3. Zoopsis bicruris Glenny & E.A.Br.
4. Zoopsis ceratophylla (Spruce) Hamlin
5. Zoopsis ciliata Colenso
6. Zoopsis cynosuranda Steph.
7. Zoopsis exigua Stephani
8. Zoopsis leitgebiana (Carrington & Pearson) Bastow
9. Zoopsis liukiuensis Horik.
10. Zoopsis macrophylla R.M.Schust.
11. Zoopsis martinicensis Steph.
12. Zoopsis matawaia M.A.M.Renner
13. Zoopsis muscosa Colenso
14. Zoopsis nitida Glenny, Braggins & R.M.Schust.
15. Zoopsis rigida Pearson
16. Zoopsis setigera K.I.Goebel
17. Zoopsis setulosa Leitg.
18. Zoopsis tenuicaulis Colenso
19. Zoopsis uleana Steph.